# Elisabeth Sophie Chéron
Elisabeth Sophie Chéron (Parigi, 3 ottobre 1648 – Parigi, 3 settembre 1711) è stata una pittrice, poetessa e musicista francese.

## Biografia
Fu allevata dal padre fin da bambina nelle arti della smaltatura e pittura in miniatura. Suo padre era calvinista e cercò d'influenzare la figlia per farle adottare il suo credo religioso, ma sua madre era una fervente cattolica romana e consigliò Elisabetta di passare un anno in un convento, durante il quale ella ha ardentemente abbracciato la fede cattolica.
A 22 anni è stata ammessa alla Académie Royale de Peinture et de Sculpture come ritrattista, con il patrocinio del pittore Charles Le Brun. Era la quarta donna pittrice che entrava all'Accademia, nove anni dopo Catherine Girardon, e tre anni dopo la Madeleine e Geneviève, le due figlie di Luigi de Boullogne.
Ha esposto vari suoi dipinti al Salon e allo stesso tempo ha prodotto poesie e traduzioni. Lei parlava correntemente l'ebraico, il greco e il latino. Ha pubblicato il suo libro nel 1694 titolato Essay de pseaumes et cantiques mis en vers, et enrichis de figures. Il suo talento letterario è stato riconosciuto nel 1699, quando fu nominata membro dell'Accademia dei Ricovrati, a Padova, sotto il nome accademico di Erato.
Era una figlia affettuosa per entrambi i suoi genitori e ha dedicato i suoi guadagni al fratello Luigi, che ha studiato arte in Italia. Lei fu indifferente alle proposte di matrimonio per tutta la sua vita, molte di esse da uomini brillanti della sua cerchia intellettuale. Nel 1692, all'età di 44 anni, sposò Jacques Le Hay, ingegnere del Re. Dopo il matrimonio fu conosciuta come Madame Le Hay.
Morì a sessantatré anni ed è sepolta nella chiesa di Saint-Sulpice, a Parigi. Le seguenti righe furono scritte sotto il suo ritratto nella chiesa:
«L'insolito possesso di due talenti squisiti renderà Cheron un ornamento alla Francia per tutto il tempo. Nulla, salvo la grazia del suo pennello, potrebbe eguagliare le eccellenze della sua penna.»

## Opere
Particolarmente noto è il suo ritratto di Antonietta Deshoulieres e la Deposizione dalla Croce.
I suoi scritti degni di nota sono:
- Livre des Principes à Dessiner, 1706;
- Psaumes et cantiques mis en vers, 1694;
- Le Cantique d'Habacuc et le Psaume, tradotto in versi;
- Les Cerises Renversées, 1717.